# Guessling-Hémering
Guessling-Hémering – miejscowość i gmina we Francji, w regionie Grand Est, w departamencie Mozela.
Według danych na rok 1990 gminę zamieszkiwały 863 osoby, a gęstość zaludnienia wynosiła 86 osób/km² (wśród 2335 gmin Lotaryngii Guessling-Hémering plasuje się na 409. miejscu pod względem liczby ludności, natomiast pod względem powierzchni na miejscu 604.).